# Szupramolekuláris kémia
A szupramolekuláris kémia intermolekuláris erőkkel (hidrogénkötés, Van der Waals-kötés) összetartott, nagy molekulatársulások keletkezésével és tulajdonságaival foglalkozó kémiai tudomány.
Egyik jellemzője az önszerveződés (önrendeződés), amelyben a molekulák tulajdonságai miatt spontán szerkezetek alakulnak ki. A molekuláris egységeket szintonoknak nevezik. Másik területe a rendkívül nagy molekulák tanulmányozása. (helicate, a texaphyrin molekulák és a dendrimerek)
Ide tartozik a "host-guest" kémia, amely specifikusan, egy másik molekula elfogadására tervezett molekulákkal foglalkozik. Ilyen vegyületek a koronaéterek, a kriptandok, és kalixarének.